# Arrondissement Kortrijk
Het arrondissement Kortrijk is een van de acht arrondissementen van de provincie West-Vlaanderen in België. Het arrondissement heeft een oppervlakte van 406,14 km² en telde 304.450 inwoners op 1 januari 2025. Daarmee is het na het arrondissement Antwerpen, het dichtstbevolkte arrondissement van Vlaanderen. Op Belgisch niveau is het wat betreft bevolkingsdichtheid het 6de arrondissement.

## Geschiedenis
Het arrondissement Kortrijk ontstond in 1800 als vierde arrondissement in het Leiedepartement. Het bestond oorspronkelijk uit de kantons Avelgem, Harelbeke, Ingelmunster, Kortrijk, Menen, Meulebeke, Moorsele, Oostrozebeke en Roeselare.
In 1818 werd het kanton Avelgem afgestaan met het oog op de vorming van het nieuwe arrondissement Avelgem, het kanton Menen aan het nieuwe arrondissement Menen, het kanton Roeselare aan het nieuwe arrondissement Roeselare, het kanton Meulebeke aan het nieuwe arrondissement Tielt en de kantons Ingelmunster en Oostrozebeke aan het nieuwe arrondissement Wakken.
In 1823 werden de arrondissementen Avelgem en Menen reeds opgeheven en kwamen de afgestane gebieden terug naar het arrondissement Kortrijk.
Bij de definitieve vaststelling van de taalgrens in 1963 werden de toenmalige gemeenten Moeskroen, Lowingen, Herzeeuw, Dottenijs en de wijk Risquons-Tout van de gemeente Rekkem afgestaan aan het nieuw gevormde arrondissement Moeskroen.
Het arrondissement was tot 2014 zowel een bestuurlijk als een gerechtelijk arrondissement. Dit laatste bestond verder uit het grootste deel van het arrondissement Roeselare (behalve de gemeenten Staden, Moorslede en Lichtervelde) en de meest zuidelijke gemeenten van het arrondissement Tielt: Meulebeke, Dentergem, Oostrozebeke en Wielsbeke. In 2014 is het gerechtelijk arrondissement Kortrijk opgegaan in het gerechtelijk arrondissement West-Vlaanderen.

## Administratieve indeling

### Structuur
| Kortrijk         | Kortrijk         | Supranationaal         | Nationaal              | Nationaal                         | Gemeenschap               | Gewest                    | Provincie                 | Arrondissement  | Provinciedistrict | Kanton          | Gemeente        | District         |
| ---------------- | ---------------- | ---------------------- | ---------------------- | --------------------------------- | ------------------------- | ------------------------- | ------------------------- | --------------- | ----------------- | --------------- | --------------- | ---------------- |
| Administratief   | Niveau           | Europese Unie          | België                 | België                            | Vlaanderen                | Vlaanderen                | West-Vlaanderen           | Kortrijk        | Kortrijk          | Kortrijk        | 12              | -                |
| Administratief   | Bestuur          | Europese Commissie     | Belgische regering     | Belgische regering                | Vlaamse regering          | Vlaamse regering          | Deputatie                 | Deputatie       | Deputatie         | Deputatie       | Gemeentebestuur | Districtscollege |
| Administratief   | Raad             | Europees Parlement     | Senaat                 | Kamer van volksvertegenwoordigers | Vlaams Parlement          | Vlaams Parlement          | Provincieraad             | Provincieraad   | Provincieraad     | Provincieraad   | Gemeenteraad    | Districtsraad    |
| Kiesomschrijving | Kiesomschrijving | Nederlands Kiescollege | Nederlands Kiescollege | Kieskring West-Vlaanderen         | Kieskring West-Vlaanderen | Kieskring West-Vlaanderen | Kieskring West-Vlaanderen | Kortrijk-Ieper  | Kortrijk          | 4               | 12              | -                |
| Verkiezing       | Verkiezing       | Europese               | Federale               | Federale                          | Vlaamse                   | Vlaamse                   | Provincieraads-           | Provincieraads- | Provincieraads-   | Provincieraads- | Gemeenteraads-  | Districtsraads-  |

Gemeenten:
| - Anzegem - Avelgem - Deerlijk - Harelbeke (stad) - Kortrijk (stad) - Kuurne |

| - Lendelede - Menen (stad) - Spiere-Helkijn - Waregem (stad) - Wevelgem - Zwevegem |

Deelgemeenten:
| - Aalbeke - Anzegem - Avelgem - Bavikhove - Bellegem - Beveren - Bissegem - Bossuit - Deerlijk - Desselgem - Gijzelbrechtegem - Gullegem - Harelbeke - Heestert |

| - Helkijn - Heule - Hulste - Ingooigem - Kaster - Kerkhove - Kooigem - Kortrijk - Kuurne - Lauwe - Lendelede - Marke - Menen - Moen |

| - Moorsele - Otegem - Outrijve - Rekkem - Rollegem - Sint-Denijs - Sint-Eloois-Vijve - Spiere - Tiegem - Vichte - Waarmaarde - Waregem - Wevelgem - Zwevegem |

## Demografie

### Demografische evolutie
- Bron:NIS - Opm:1806 t/m 1980=volkstellingen; vanaf 1990= inwoneraantal per 1 januari
- De terugval van de bevolking over de periode 1961-1970 is het gevolg van de overheveling van een aantal overwegend Franstalige gemeenten naar het nieuwe arrondissement Moeskroen bij het vastleggen van de taalgrens in 1963.

| Inwoners van jaar tot jaar op 1 januari 1992 tot heden | Inwoners van jaar tot jaar op 1 januari 1992 tot heden | Inwoners van jaar tot jaar op 1 januari 1992 tot heden |
| Jaar                                                   | Aantal                                                 | Evolutie: 1992=index 100                               |
| ------------------------------------------------------ | ------------------------------------------------------ | ------------------------------------------------------ |
| 1992                                                   | 277.373                                                | 100,0                                                  |
| 1993                                                   | 278.030                                                | 100,2                                                  |
| 1994                                                   | 278.435                                                | 100,4                                                  |
| 1995                                                   | 278.596                                                | 100,6                                                  |
| 1996                                                   | 279.039                                                | 100,4                                                  |
| 1997                                                   | 278.571                                                | 100,4                                                  |
| 1998                                                   | 278.552                                                | 100,4                                                  |
| 1999                                                   | 278.541                                                | 100,4                                                  |
| 2000                                                   | 278.311                                                | 100,3                                                  |
| 2001                                                   | 277.786                                                | 100,1                                                  |
| 2002                                                   | 277.893                                                | 100,2                                                  |
| 2003                                                   | 277.430                                                | 100,0                                                  |
| 2004                                                   | 277.126                                                | 99,9                                                   |
| 2005                                                   | 277.190                                                | 99,9                                                   |
| 2006                                                   | 277.515                                                | 100,1                                                  |
| 2007                                                   | 278.160                                                | 100,3                                                  |
| 2008                                                   | 278.785                                                | 100,5                                                  |
| 2009                                                   | 280.049                                                | 101,0                                                  |
| 2010                                                   | 281.112                                                | 101,3                                                  |
| 2011                                                   | 282.130                                                | 101,7                                                  |
| 2012                                                   | 283.176                                                | 192,1                                                  |
| 2013                                                   | 283.739                                                | 102,3                                                  |
| 2014                                                   | 284.581                                                | 102,6                                                  |
| 2015                                                   | 285.509                                                | 102,9                                                  |
| 2016                                                   | 286.471                                                | 103,3                                                  |
| 2017                                                   | 287.823                                                | 103,8                                                  |
| 2018                                                   | 289.114                                                | 104,2                                                  |
| 2019                                                   | 290.706                                                | 104,8                                                  |
| 2020                                                   | 292.493                                                | 105,5                                                  |
| 2021                                                   | 293.338                                                | 105,8                                                  |
| 2022                                                   | 295.981                                                | 106,7                                                  |
| 2023                                                   | 299.735                                                | 108,1                                                  |
| 2024                                                   | 302.332                                                | 109,0                                                  |
| 2025                                                   | 304.450                                                | 109,8                                                  |

## Economie

### Sociaal overleg
Op arrondissementsniveau zijn er twee overlegorganen tussen werkgevers- en werknemersorganisaties: de Sociaal-Economische Raad van de Regio (SERR) en het Regionaal Economisch Sociaal Overlegcomité (RESOC). De SERR Zuid-West-Vlaanderen is bipartiet samengesteld en de RESOC Zuid-West-Vlaanderen tripartiet, dit wil zeggen dat er ook vertegenwoordigers van de gemeenten en provincies aan deelnemen. Het bevoegdheidsgebied van de RESOC Zuid-West-Vlaanderen en de SERR Zuid-West-Vlaanderen komt overeen met de oppervlakte van het arrondissement. Beide overlegorganen komen op regelmatige basis samen.
RESOC Zuid-West-Vlaanderen heeft onder meer de bevoegdheid om het streekpact op te stellen, dit is een strategische visie op de sociaaleconomische ontwikkeling van de streek met een duur van zes jaar. Daarnaast kunnen steden, gemeenten en de Vlaamse Regering het orgaan om advies vragen over sociaaleconomische kwesties. De twee voornaamste beleidsterreinen van het RESOC zijn economie en werkgelegenheid. RESOC Zuid-West-Vlaanderen is samengesteld uit 8 vertegenwoordigers van de lokale werknemersorganisaties (ABVV, ACV en ACLVB), 8 vertegenwoordigers van de werkgeversorganisaties (Voka, UniZO, Boerenbond en Verso) en ten slotte 4 vertegenwoordigers van de gemeenten en 4 voor de provincie. Daarnaast kan RESOC Zuid-West-Vlaanderen autonoom beslissen om bijkomende organisaties of personen uit te nodigen. Voorzitter van RESOC Zuid-West-Vlaanderen is Stefaan De Clerck.
SERR Zuid-West-Vlaanderen heeft als belangrijkste taak de verschillende overheden te adviseren over hun werkgelegenheidsinitiatieven voor de eigen streek. Daarnaast houdt de raad in de gaten hoe de werkgelegenheid zich ontwikkelt in de regio, met specifieke aandacht voor kansarme groepen.
Beide overlegorganen worden overkoepeld door het Erkend Regionaal Samenwerkingsverband (ERSV), een juridische hulpstructuur op provinciaal niveau, die verantwoordelijk is voor het personeels- en financiële beheer van de verschillende SERR's en RESOC's binnen de provincie West-Vlaanderen.